# Agence spatiale australienne
L'Agence spatiale australienne (en anglais Australian Space Agency, en abrégé ASA) est l'organisme responsable des activités spatiales de l'Australie. Elle a été fondée le 1er juillet 2018,,.